# Liste de chutes d'eau dans le parc national de Yosemite
La liste des chutes d'eau du parc Yosemite ne prend en compte que les chutes d'eau permanentes et les plus importantes. Cliquez sur l'icône dans la colonne hauteur pour avoir le classement par hauteur.

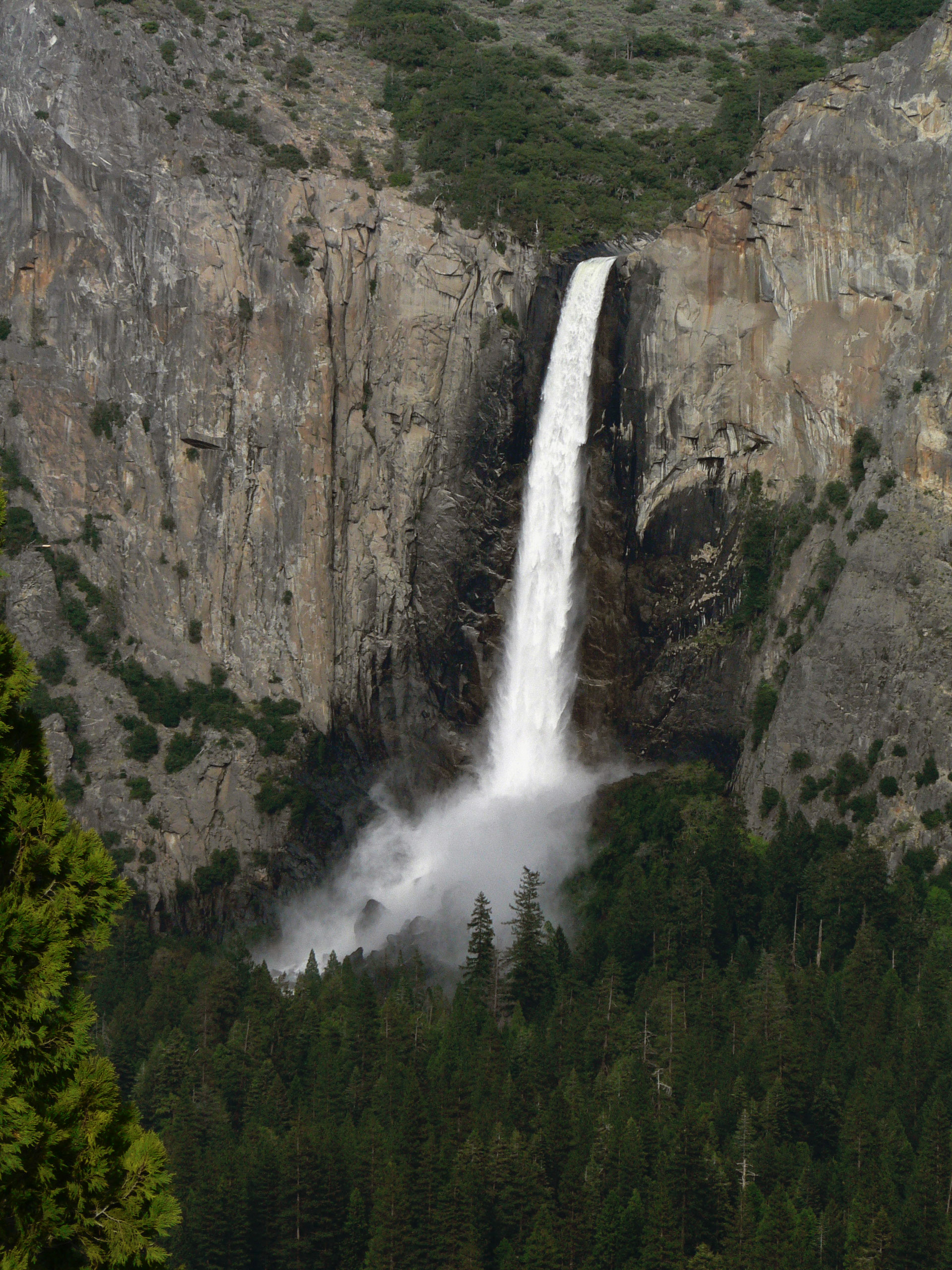
La chute du Voile de la Mariée

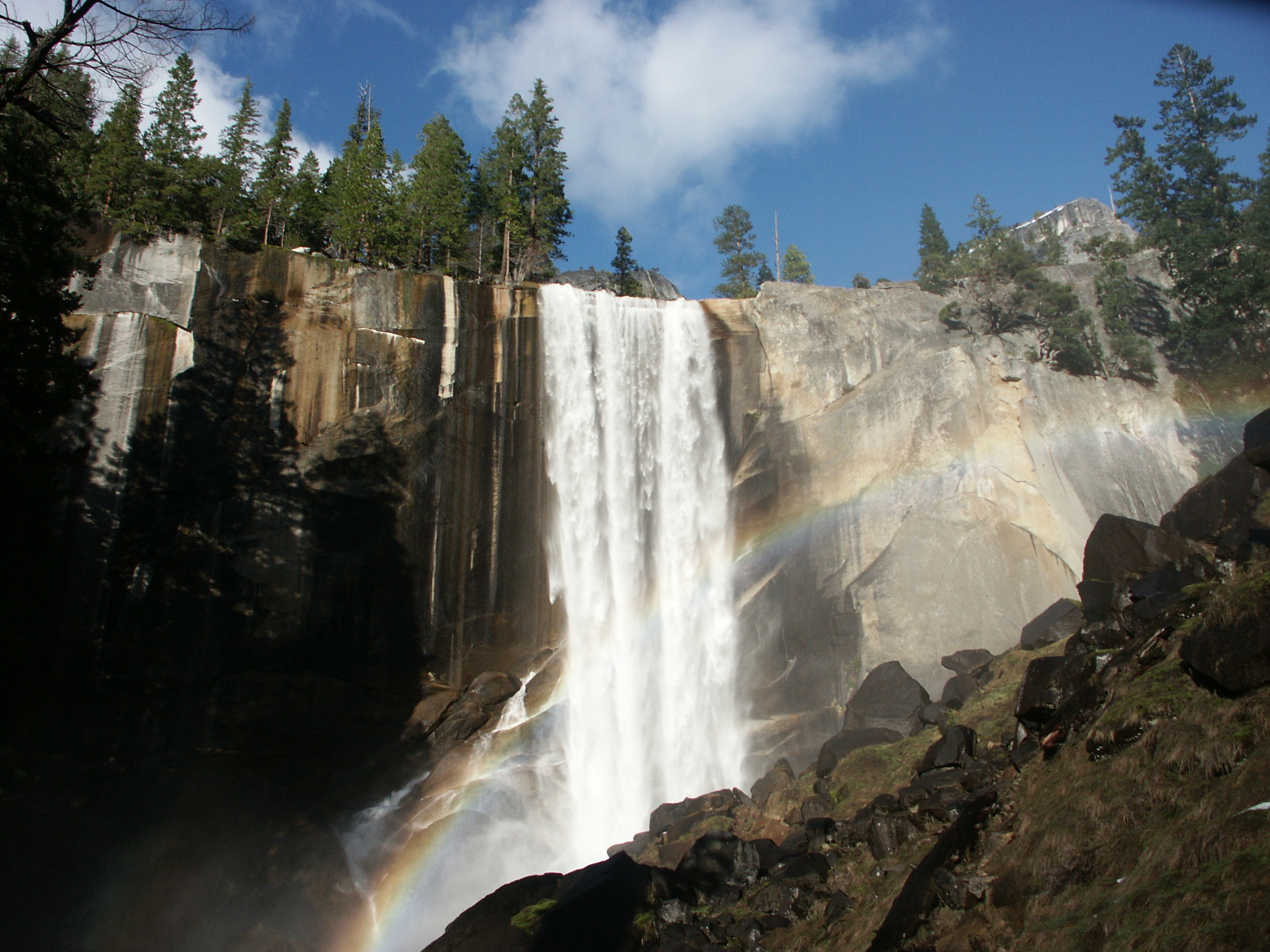
Chute Vernal

| Nom                 | Hauteur (en mètres) |
| ------------------- | ------------------- |
| Chilnualna Falls    | 210                 |
| Chutes Illilouette  | 112                 |
| Lehamite Falls      | 359                 |
| Chute Nevada        | 181                 |
| Ribbon Falls        | 491                 |
| Royal Arch Cascade  | 381                 |
| Sentinel Fall       | 585                 |
| Silver Strand Falls | 175                 |
| Snow Creek Falls    | 652                 |
| Staircase Falls     | 311                 |
| Tueeulala Falls     | 256                 |
| Chute Vernal        | 96                  |
| Voile de la Mariée  | 189                 |
| Wapama Falls        | 518                 |
| Chutes Waterwheel   | 91                  |
| Wildcat Falls       | 192                 |
| Chutes de Yosemite  | 740                 |